# Transimalaia

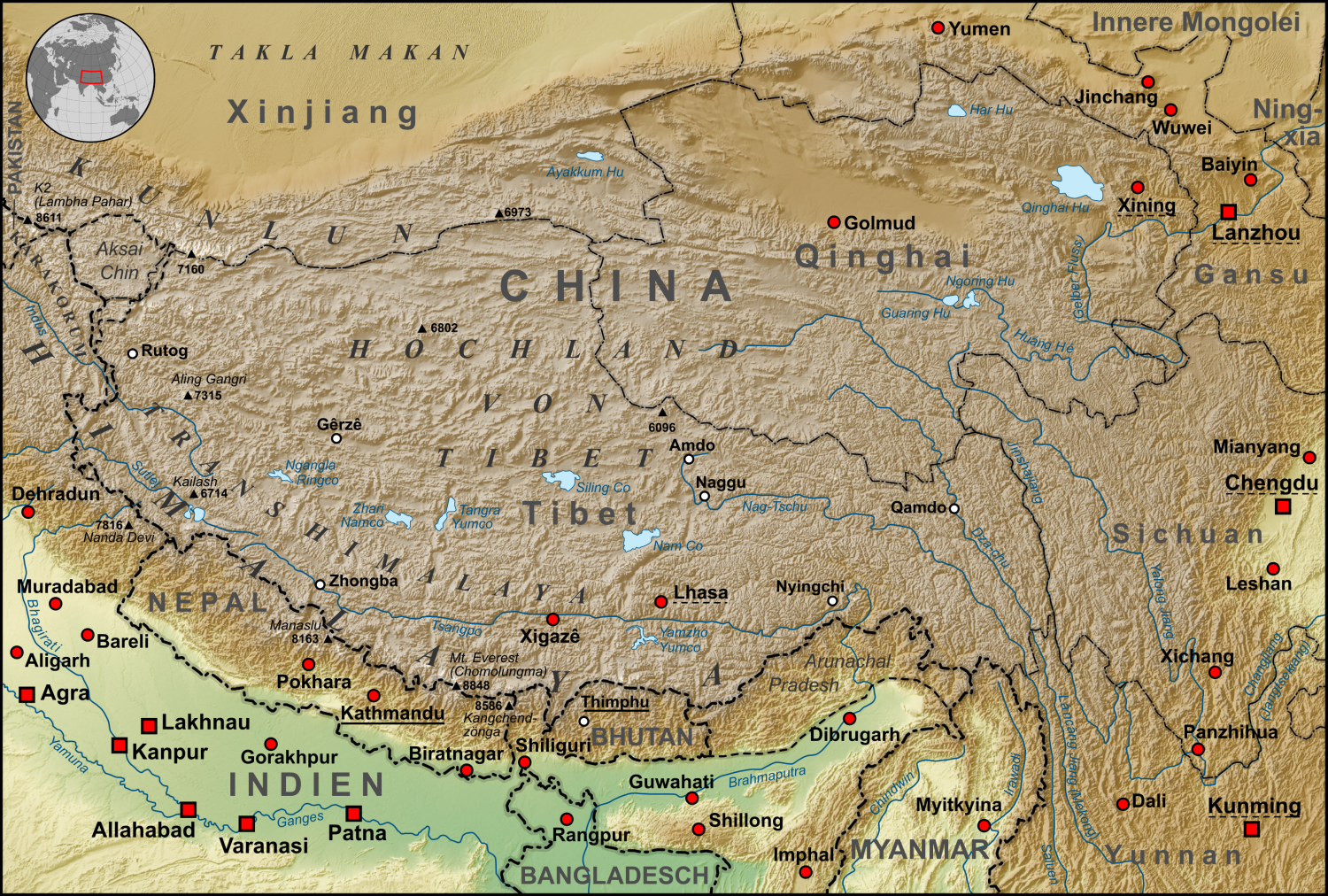
Mapa físico do Tibete, incluindo o Transimalaia

A cordilheira Transimalaia ou Transimalaias (também Trans-Himalaia ou Trans-Himalaias), por vezes chamada cordilheira Gangdise - Nyenchen Tanglha, é uma importante cadeia montanhosa da Ásia Central de mais de 1600 km de comprimento, que se estende paralelamente à cordilheira principal do Himalaia, na direção este-oeste. Situada a norte do rio Yarlung Tsangpo, no extremo sul da meseta tibetana, o Transimalaia é composto pela cordilheira Gangdise, a oeste, e pela cordilheira Nyenchen Tanglha, a leste. A região foi explorada pelo viajante e explorador sueco Sven Hedin e também é conhecida como cordilheira Hedin em sua homenagem.     
O pico mais elevado desta cordilheira é o Nyenchen Tanglha (7162 m), sendo também importante o monte Kailash (6638 m), uma montanha sagrada.
Por vezes a expressão "Transimalaia" refere-se a toda a região do Tibete que fica para além do Himalaia.